# Ayr (circonscription du Parlement d'Écosse)
Ayr dans le South Ayrshire était un royal burgh qui a envoyé un Commissaire au Parlement d'Écosse et à la Convention des États.
Après les Actes d'Union de 1707, Ayr, Campbeltown, Inveraray, Irvine et Rothesay ont formé le district de Ayr, envoyant un membre à la Chambre des communes de Grande-Bretagne.

## Liste des commissaires de burgh
- 1567, 1575, 1578, 1579: John Lockhart de Barr[1]
- 1604, 1605, 1607, 1609, 1612: John Lockhart of Barr[1]
- 1644: John Osbourn  [2]
- 1645–47, 1648, 1649: John Kennedy [3]
- 1649, 1650–51: Hew Kennedy [3]
- 1661–63, 1665 convention, 1667 convention, 1669–74: William Cunningham, provost [4]
- 1678 convention: Robert Doock, provost [5]
- 1681–82: James Boyll, provost [6]
- 1685–86: Robert Hunter, provost [7]
- 1689 (convention), 1689–1702, 1703–07: John Moore, provost [8]